# Editpress

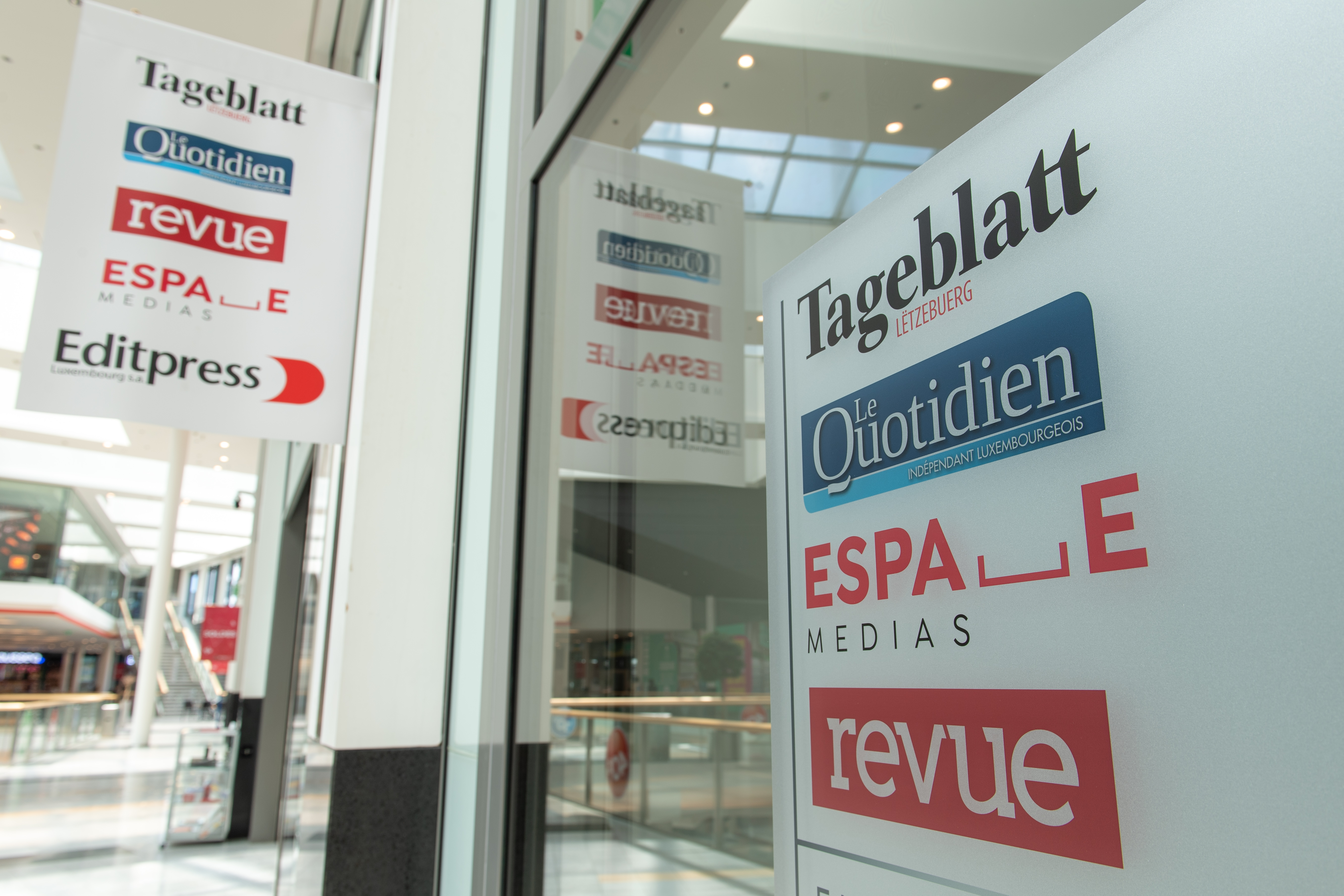
Verlagsräume in Esch an der Alzette/Belval

Editpress Luxembourg SA ist ein Luxemburger Verlagshaus mit Sitz in Esch an der Alzette. Im Jahre 1913 wurde das Tageblatt gegründet, um das herum 1981 der Medienkonzern Editpress entstand, der derzeit etwa 381 Mitarbeiter, von denen 88 Journalisten sind, beschäftigt. (Stand: Oktober 2022).
Herausgegeben werden in derselben Mediengruppe die Tageszeitungen Tageblatt und Le Quotidien (Lumédia SA) und das Magazin Revue (Éditions Revue SA). Zudem wird in Zusammen mit der Schweizer TX Group das Joint Venture Edita SA betrieben, das die Gratiszeitung L’Essentiel und L’essentiel Radio produziert.
Nachdem Alvin Sold 37 Jahre an der Spitze des Unternehmens gestanden hatte, trat im September 2011 seine Stellvertreterin Danièle Fonck die Nachfolge an. Im Mai 2018 wurde Danièle Fonck in ihrer Funktion als Generaldirektorin von Jean-Lou Siweck abgelöst. Im Jahr 2021 übernahm Jacques Eischen diese Funktion. Seit dem 1. Mai 2024 ist Michelle Cloos Generaldirektorin von Editpress Luxembourg SA.
Von 1997 bis 2001 wurde das neue Druckzentrum in Esch-Sommet errichtet. Zu Editpress gehören ebenfalls die Werbeagentur Comed, das Callcenter ebos, Espace Médias, das für den Anzeigenverkauf zuständig ist.
Die Mediengruppe hat Partnerschaften mit dem Républicain Lorrain (Frankreich – „Le Quotidien“), Tamedia (Schweiz, „L’Essentiel“), Yource (Niederlande „Ebos“), Le Monde (Frankreich) sowie mit der Verlagsgruppe Georg von Holtzbrinck (Deutschland, Saarbrücker Zeitung und „Trierischer Volksfreund“).